# Asthenes hudsoni
El canastero pampeano (Asthenes hudsoni), también denominado canastero manchado pajizo (en Argentina y Paraguay),
canastero listado (en Uruguay), espartillero pampeano (en Argentina y Uruguay) o piscuiz pampeano, es una especie de ave paseriforme de la familia Furnariidae perteneciente al numeroso género Asthenes. Habita en el centro sureste de Sudamérica.
Según un estudio reciente la especie se encuentra en peligro tras la reducción de su hábitat natural.

## Distribución y hábitat

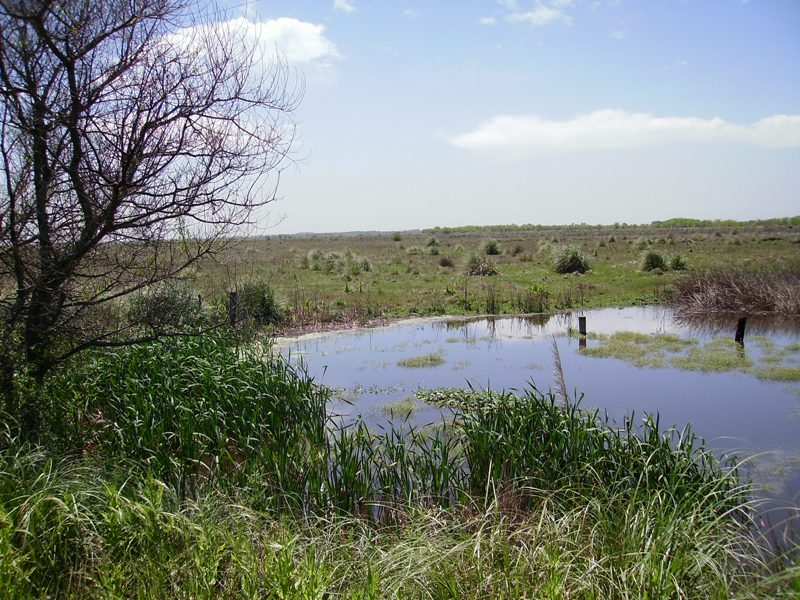
Herbazales de la llanura pampeana, ejemplo de hábitat de la especie.

Es el único canastero encontrado primariamente en la región pampeana. Durante la temporada de cría se la encuentras en el extremo sureste de Brasil (sureste de Río Grande do Sul) y este de Argentina (Buenos Aires y sur de Córdoba). Durante la temporada invernal se la puede encontrar en Uruguay y el centro de Argentina (Santa Fe, Entre Ríos y Córdoba). Anteriormente habitaba también la Provincia de Chubut (Argentina). 
La especie habita pastizales altos al borde de esteros y otros humedales.

## Estado de conservación
El canastero pampeano es considerado casi amenazado por la Unión Internacional para la Conservación de la Naturaleza IUCN debido a su población decreciente y a la pérdida de su hábitat natural por cultivos y urbanización. Actualmente, la especie es común solamente en algunas zonas de la Pampa húmeda, es posible que la ganadería intensiva también esté reducido la extensión de su hábitat en la región y la especie se encuentre en mayor riesgo de extinción.

## Descripción
Mide 18 cm de longitud. Es pardo arenoso por arriba estriado con negruzco y gris plateado, con estrecha lista superciliar pardo amarillenta; mancha castaña en las plumas de vuelo; cola larga y puntiaguda, apagada, preeminentemente bordeada de gris plateado. La barbilla puede ser blanca o tener una mancha amarillenta o canela, flancos con estriado negro.

## Comportamiento
Es encontrado solitario o en pares; difícil de ver ya que tiende a mantenerse oculto. Se alimenta en el suelo y raramente se posa sobre la vegetación. Mejor encontrarlo en la mañana temprana, cuando otras aves cantan y puede reposar en alguna percha expuesta.

### Alimentación
Se alimenta de insectos que busca en el suelo o en la vegetación baja.

### Reproducción
Nidifica durante la primavera y verano australes, con nidos y huevos registrados en noviembre-diciembre. Construye el nido en el suelo o cerca, en la vegetación densa, donde deposita de 3 a 4 huevos.

### Vocalización
El canto, corto, es un trinado fuerte, simple y ascendiente de notas semimusicales.

## Migración
El canastero de Hudson se consideraba una especie sedentaria pero un estudio reciente reveló que es una especie migratoria.No abandona completamente su área de reproducción en Buenos Aires pero parte de la población se mueve a regiones más al norte, en el centro de Argentina y Uruguay, en invierno.

## Sistemática

### Descripción original
La especie A. hudsoni fue descrita por primera vez por el zoólogo británico Philip Lutley Sclater en 1874 bajo el nombre científico Synallaxis hudsoni; la localidad tipo es: «Conchitas, Buenos Aires, Argentina».

### Etimología
El nombre genérico femenino «Asthenes» deriva del término griego «ασθενης asthenēs»: insignificante; y el nombre de la especie «hudsoni», conmemora al naturalista argentino-británico Guillermo Enrique Hudson (1841–1922).

### Taxonomía
Las similitudes de plumaje han sugerido a algunos autores que la presente y Asthenes anthoides son especies hermanas, lo que ha sido confirmado por estudios filogenéticos.  Es monotípica.